# Sort på hvidt
Sort på hvidt er en dansk dokumentarfilm fra 1967 instrueret af Ib Steinaa efter eget manuskript.

## Handling
En beskrivelse af et stort dagblad. Filmen skildrer i trick- og tegnefilm både arbejdet med indsamlingen af stoffet og det tekniske arbejde med selve fremstillingen af avisen.